# Президентские выборы в Гаити (2010—2011)
Президентские выборы на Гаити прошли 28 ноября 2010 (1-й тур) и 20 марта 2011 (2-й тур). Одновременно с первым туром выборов в стране прошли парламентские выборы. На выборах был избран новый президент, так как действующий глава государства Рене Преваль не имел конституционного права избираться вновь.
Первоначально проведение выборов было запланировано на 28 февраля 2010 года, но из-за землетрясения их проведение было отложено. Существовала также вероятность того, что выборы могли быть отложены из-за вспышки холеры, однако было решено провести выборы несмотря на эпидемию.
В выборах приняли участие 34 кандидата (по другим данным, их было всего 18). Наиболее рейтинговые из них:
- Мирланд Манига (Mirlande Manigat) — лидер оппозиции, бывшая первая леди (жена Лесли Маниги);
- Жюд Селестен (Jude Célestin) — ставленник действующего президента Рене Преваля;
- Шарль Анри Баке (Charles Henri Baker) — бизнесмен;
- Мишель Мартейи (Michel Martelly) — музыкант.

В выборах также планировал принять участие проживающий в США музыкант Вайклеф Жан, но Центризбирком Гаити отказал ему в регистрации.
Окончательные результаты должны были быть объявлены 20 декабря. Изначально предполагалось, что никто из кандидатов не сможет набрать необходимые для победы 50 % голосов, из-за чего понадобится второй тур (был назначен на 16 января 2011 года, впоследствии перенесён).
После подсчёта 15 % бюллетеней Мирланд Манига получила около 30 % голосов, Мишель Мартейи — 25 %, Жюд Селестен — 20 %. Объявленные 8 декабря предварительные результаты, однако, вывели во второй тур Мирланд Манига и Жюда Селестена; Мишель Мартейи отстал от Селестена примерно на 1 %. Известия о выбывании Мартейи из президентской гонки привели к массовым протестам в Порт-о-Пренсе. В феврале 2011 года Временный избирательный комитет опубликовал окончательные итоги голосования, по данным которых второе место занял Мартейи, а не Селестен.
20 марта состоялся второй тур выборов, по результатам которого новым президентом Гаити стал Мишель Мартейи.